# Come Home the Kids Miss You
Come Home the Kids Miss You는 미국의 래퍼 잭 할로의 2번째 정규 음반으로, 제너레이션 나우와 애틀랜틱 레코드를 통해 2022년 5월 6일에 발매되었다. 평론가들은 음반의 프로덕션 수준을 칭찬했으나 가사의 내용과 개성의 부족을 비판했다. 한편 음반은 미국 빌보드 200 3위를 기록했고, 그래미 어워드 최우수 랩 음반 후보에 올랐다.

## 배경
할로는 <롤링 스톤>과의 인터뷰에서 음반이 '훨씬 더 진지'하고, 청자들에게 자신이 자신의 세대에서 최고임을 알리려고 한다고 말했다. 또한 노래가 진행되면서 음악적으로 발전하도록 만들어서 청자들이 노래를 계속 듣고 싶게 했다고 밝혔다.

## 음악 및 가사
전작 Thats What They All Say는 느긋함과 카리스마로 주목받았다. Come Home the Kids Miss You는 비슷한 기조를 유지하되 더 '강력하고 직설적이고 뽐내는' 분위기를 더했다. 또한 전작보다 덜 유머러스하고, 로맨스에 더 집중한다.
"Talk of the Town"은 브래거도시오가 첨가된 자전적인 곡으로, '멍한' 피아노 루프로 시작한다. "Young Harleezy"는 할로의 불안감을 다루고, "First Class"는 퍼기의 "Glamorous"를 샘플링했다. "Dua Lipa"는 트랩 곡으로, 할로의 두아 리파 팬심뿐만 아니라 '예술가가 가사를 적을 때마다 내딛는 믿음의 도약'을 다룬다. "Movie Star"는 단조의 일렉트로 곡이고, "Lil Secret"과 "Like a Blade of Grass"는 R&B 곡이다. "Parent Trap"에서 할로와 저스틴 팀버레이크는 유명세의 함정을 인정한다. "Churchill Downs"에서 할로와 드레이크는 같은 주제를 다루고, 플루트 루프를 배경으로 현실적인 논평을 제공하고 서로를 칭찬한다. "Poison"에서 릴 웨인은 '부드러운 오토튠 모드'로 등장한다. "Nail Tech"는 퓨처리스틱 레이저 빔 드럼 위 '최면을 거는 듯한' 레게 호른 루프가 특징이다.

## 평가
| 전문가 평가 | 전문가 평가 |
| 총 점수     | 총 점수     |
| 출처        | 점수        |
| ----------- | ----------- |
| 메타크리틱  | 51/100      |
| 평가 점수   |             |
| 출처        | 점수        |
| 올뮤직      | 2.5/별      |
| 클래시      | 6/10        |
| NME         | 3/별        |
| 피치포크    | 2.9/10      |
| 롤링 스톤   | 3/별        |

음반은 평론가들에게 보통의 평가를 받았다. 메타크리틱에서는 100점 만점에 평균 51점을 받았다.
<클래시>의 로빈 머레이는 "Talk of the Town"이 인상적인 스타일로 음반을 시작했으나, 음반의 중반부가 '수렁에 빠졌다'고 평했다. <NME>의 키안-시안 윌리엄스는 할로가 음반에서 자신의 랩 실력을 다시 증명했다고 평했다. 반면 청자들은 마음에 드는 곡을 한두 개 찾을 수 있을 것이나, 음반을 오래 듣지 않을 것이라고 결론 내렸다. <롤링 스톤>의 모시 리브스는 할로가 따뜻한 성격을 가진 연예인이나 차트를 장악하는 것 외에는 별로 관심이 없는 것 같다고 분석했다. 또한 그가 하고 싶은 말이 무엇인지 모르겠다고 평했다.
올뮤직은 할로의 플로우가 똑같고 그의 성격이 1차원적으로 보인다고 지적했다. 또한 음반의 사운드가 세련되고 세계적인 상업적 성공을 위해 준비되어 있으나, 비싼 광택 아래 본질을 찾기 어렵다고 평했다.
<피치포크>의 매튜 스트라우스는 음반이 '최근 팝 역사에서 가장 재미없고 공허한 이야기'라고 평했다. 또한 할로의 카리스마가 음반에 드러나지 않고, 그가 '스스로 노래를 이끌어가기 위해 고군분투하는 팝스타'로 보인다고 생각했다.

## 수상 및 후보
| 시상식        | 연도 | 부문           | 결과 | 각주  |
| ------------- | ---- | -------------- | ---- | ----- |
| 그래미 어워드 | 2023 | 최우수 랩 음반 | 후보 | [ 9 ] |

## 곡 목록
전체 작사·작곡: 잭 할로, 로젯 차하예드, 호세 벨라스케스
| #            | 제목                                          | 작사·작곡 | 프로듀서                                                                                                   | 재생 시간 |
| ------------ | --------------------------------------------- | --- | --- | --------- |
| 1.           | 〈Talk of the Town〉                          | 니키 존 파본, 다원 로슨, 더글라스 포드, 로버트 푸사리, 빈센트 허버트, 캘빈 게인즈, 메리 브라운                                                                               | 파본, 2포원                                                                                                | 1:22      |
| 2.           | 〈Young Harleezy〉                            | 파본, 라이언 보이테삭, 로슨, 네이슨 워드 II, 포드, 라몬트 콜먼, 에드윈 터너                                                                                                  | 파본, 찰리 핸섬, 2포원, 니모 아치다                                                                        | 3:44      |
| 3.           | 〈I'd Do Anything to Make You Smile〉         | 매튜 사무엘스, 바비 터너 Jr., 파본, 보이테삭, 로슨, 워드, 켄시 랭킨, 도리안 워싱턴                                                                                           | 보이-원다, 바비 크리티컬, 파본, 찰리 해섬, 2포원, 니모 아치다                                              | 3:13      |
| 4.           | 〈First Class〉                               | 보이테삭, 재스퍼 해리스, 파본, 미카이아 라힘, 포드, 스테이시 퍼거슨, 크리스토퍼 브리지스, 자말 존스, 윌 아담스, 엘비스 윌리엄스                                              | 찰리 핸섬, 해리스                                                                                          | 2:54      |
| 5.           | 〈Dua Lipa〉                                  | 마이클 물레, 아이삭 드 보니, 페데리코 빈드버, 로슨, 해리스, 워드, 파본, 포드                                                                                                 | FnZ, 빈드버, 2포원, 해리스, 니모 아치다                                                                    | 2:15      |
| 6.           | 〈Side Piece〉                                | 타일러 어코드, 로슨, 카메론 콜, 마르코 버나디스, 이시마일 웰스, 포드, 캘빈 브로더스 Jr., 퍼렐 윌리엄스, 채드 휴고                                                            | 타일러 어코드, 2포원, 할리우드 콜, 마르코, 더치보이                                                        | 3:54      |
| 7.           | 〈Movie Star〉 (featuring 퍼렐 윌리엄스)      | 윌리엄스, 워드 | 윌리엄스                                                                                                   | 2:22      |
| 8.           | 〈Lil Secret〉                                | 니마 자한빈, 파이몬 자한빈, 샤를린 키스, 크레이그 브록만, 니산 스튜어트 | 월리스 레인, 마이크웨이브스                                                                                | 2:09      |
| 9.           | 〈I Got a Shot〉                              | 사무엘스, 타즈 모건, 콜린 프랑켄, 보이테삭, 해리스, 워드, 마이클 에르난데스, 토비아스 윈콘, 클레이본 할로, 파본, 바우터르 더 바커르, 루이스 봉파                             | 보이-원다, 젯슨메이드, 팀발랜드, 프랭키 배시, 찰리 핸섬, 해리스, 니모 아치다, 포린 테크, 윈콘, 클레이 할로 | 2:18      |
| 10.          | 〈Churchill Downs〉 (featuring 드레이크)      | 오브리 그레이엄, 사무엘스, 타렌스 브라운, 라이언 바칼라치크, 알렉스 언와인                                                                                                   | 보이-원다, 아우디, 베드룸, 에이스 G                                                                        | 5:09      |
| 11.          | 〈Like a Blade of Grass〉                     | 해리스, 워드, N. 자한빈, P. 자한빈, 포드 | 해리스, 니모 아치다, 월리스 레인                                                                           | 2:06      |
| 12.          | 〈Parent Trap〉 (featuring 저스틴 팀버레이크) | 저스틴 팀버레이크, 티모시 모슬리, N. 자한빈, P. 자한빈, 로슨, 마이클 워싱턴 Jr.                                                                                              | 팀발랜드, 월리스 레인, 2포원, 마이크웨이브스                                                               | 3:10      |
| 13.          | 〈Poison〉 (featuring 릴 웨인)                | 드웨인 카터 Jr., 오잔 일디림, 리언 토머스 3세, 존 메이어, 보이테삭, 해리스, 워드, 타이리 시몬스, 포드, 엘리엇 스테이트, 조던 휴스턴, 폴 보레가르, 채드 버틀러, 버나드 프리먼 | 오즈, 토마스, 메이어, 찰리 핸섬, 해리스, 니모 아치다                                                       | 3:42      |
| 14.          | 〈Nail Tech〉                                 | 사무엘스, 제이한 스윗, 스코티 콜먼, 아미르 심스, 몬테즈 존스, 포드 | 보이-원다, 스윗, 콜먼, 피어스                                                                              | 3:26      |
| 15.          | 〈State Fair〉                                | 대릴 클레몬스, 워드 | 푸 비츠, 니모 아치다                                                                                       | 3:14      |
| 총 재생 시간 | 총 재생 시간                                  | 총 재생 시간 | 총 재생 시간                                                                                               | 45:04     |

## 차트
| 차트 (2022)                          | 최고 순위 |
| ------------------------------------ | --------- |
| 오스트레일리아 앨범 (ARIA)           | 2         |
| 오스트리아 앨범 (Ö3 오스트리아)      | 5         |
| 벨기에 앨범 (울트라탑 플랑드르)      | 14        |
| 벨기에 앨범 (울트라탑 왈로니아)      | 48        |
| 캐나다 앨범 (빌보드)                 | 1         |
| 덴마크 앨범 (히트리스텐)             | 1         |
| 네덜란드 앨범 (메하하르츠)           | 3         |
| 핀란드 앨범 (수오멘 비랄리넨 리스타) | 2         |
| 프랑스 앨범 (SNEP)                   | 61        |
| 독일 앨범 (Offizielle 탑 100)        | 15        |
| 아일랜드 앨범 (OCC)                  | 3         |
| 이탈리아 앨범 (FIMI)                 | 38        |
| 리투아니아 앨범 (AGATA)              | 1         |
| 뉴질랜드 앨범 (레코디드 뮤직 NZ)     | 1         |
| 노르웨이 앨범 (VG-리스타)            | 2         |
| 스페인 앨범 (PROMUSICAE)             | 41        |
| 스웨덴 앨범 (스베리예토프리스탄)     | 8         |
| 스위스 앨범 (슈바이처 히트파라데)    | 7         |
| 영국 앨범 (OCC)                      | 4         |
| 미국 빌보드 200                      | 3         |
| 미국 탑 R&B/힙합 앨범 (빌보드)       | 2         |

| 차트 (2022)                    | 순위 |
| ------------------------------ | ---- |
| 오스트레일리아 음반 (ARIA)     | 84   |
| 캐나다 음반 (빌보드)           | 40   |
| 네덜란드 음반 (앨범 탑 100)    | 87   |
| 리투아니아 음반 (AGATA)        | 81   |
| 뉴질랜드 음반 (RMNZ)           | 46   |
| 미국 빌보드 200                | 76   |
| 미국 탑 R&B/힙합 음반 (빌보드) | 36   |

## 인증
| 국가                               | 인증     | 판매량/출하량 |
| ---------------------------------- | -------- | ------------- |
| 캐나다 (뮤직 캐나다)               | 플래티넘 | 80,000        |
| 미국 (RIAA)                        | 골드     | 500,000       |
| 판매량+스트리밍을 기반으로 한 인증 |          |               |